# Romans w miejscu pracy
Romans w miejscu pracy – romans, związek miłosny lub o charakterze erotycznym między dwiema osobami pracującymi w jednym miejscu pracy. W socjologii wyjaśniany jest teorią przesunięcia pobudzenia.
Stanowi on często naruszenie zakładowych przepisów przeciw spoufalaniu się i może narazić firmę na straty. W Stanach Zjednoczonych dzięki badaniom American Management Association (AMA) i nowojorskiej kancelarii Jackson Lewis, ustalono, iż w 2004 roku, w jednej piątej wszystkich przedsiębiorstw w USA obowiązywał wewnętrzny regulamin zakazujący romansów pomiędzy pracownikami.
Polskie prawo pracy nie definiuje zjawiska romansu w miejscu pracy. Pracodawca może zatem egzekwować od pracowników jedynie skutki zaniedbań wynikających z romansu, nie zaś sam fakt uwikłania się weń - nie może zabraniać zatrudnianym pracownikom decydowania o swoim życiu prywatnym.
W Polsce około 40% pracujących spotkało się z tym zjawiskiem. Większość ludzi akceptuje romans w pracy, przy czym trwałe związki są akceptowane bardziej.
Romanse w pracy mogą zaszkodzić dobru i wydajności pracy firmy, a co za tym idzie, doprowadzić do pogorszenia stosunków między pracownikami. Poza tym, sprzyjają one nadużyciom, zawieraniu podejrzanych układów czy odrywaniu uwagi od pracy. Dlatego w wielu firmach, są one odradzane czy wręcz formalnie zakazywane. Jednak badania psychologów sugerują, że osoby zaangażowane w romans w miejscu pracy chętniej przychodzą do pracy i są bardziej wydajne
Do najbardziej nagłośnionych romansów w pracy należą związki Billa Clintona ze stażystką Moniką Lewinsky czy Billa Gatesa z Melindą French, która została jego późniejsza żoną.
Motyw romansu w miejscu pracy był tematem przewodnim kilku filmów oraz dzieł literackich.